# Mahrouna
Mahroune è un centro abitato e comune (municipalité) del Libano situato nel distretto di Tiro, governatorato del Sud Libano.
Si trova a una distanza di 100 chilometri da Beirut, capitale del paese, e a 18 chilometri a sud-est della città di Tiro. Mahrouna si trova ad un'altezza di 400 metri sopra il livello del mare. La popolazione è di circa 3.800 abitanti.
Ma è famosa soprattutto per gli alberi di quercia che la circondano. Purtroppo, questo querceto è stato bombardato più volte, dal 1970, dai jet israeliani. Come risultato, un gran numero di querce furono bruciate, specialmente nel 2006.
La città è abitata prevalentemente di sciiti, anche se nella zona circostante c'è anche una significativa minoranza cristiana. 
La cantante libanese Haifa Wehbe è nata a Mahrouna.